# Argenton-les-Vallées
Argenton-les-Vallées korábbi község Franciaország Új-Aquitania régiójában, Deux-Sèvres megyében. 2016. január 1-jén öt másik korábbi községgel egyesült és az így létrejött Argentonnay új község része lett.
Lakosainak száma 1578 fő (2018. január 1.). Argenton-les-Vallées Le Breuil-sous-Argenton, Moutiers-sous-Argenton, Bressuire, La Coudre, Saint-Clémentin, Étusson és Saint-Maurice-la-Fougereuse községekkel határos.

## Népesség
A település népességének változása:
| Lakosok száma | 1701 | 1745 | 1765 | 1738 | 1710 | 1577 | 1642 | 3263 | 1578 | 1578 |
|               | 1962 | 1968 | 1975 | 1990 | 1999 | 2008 | 2013 | 2016 | 2017 | 2018 |